# Pterisanthes caudigera
Pterisanthes caudigera är en vinväxtart som först beskrevs av William Griffiths, och fick sitt nu gällande namn av Jules Émile Planchon. Pterisanthes caudigera ingår i släktet Pterisanthes och familjen vinväxter. Inga underarter finns listade i Catalogue of Life.